# Kuiper Airborne Observatory

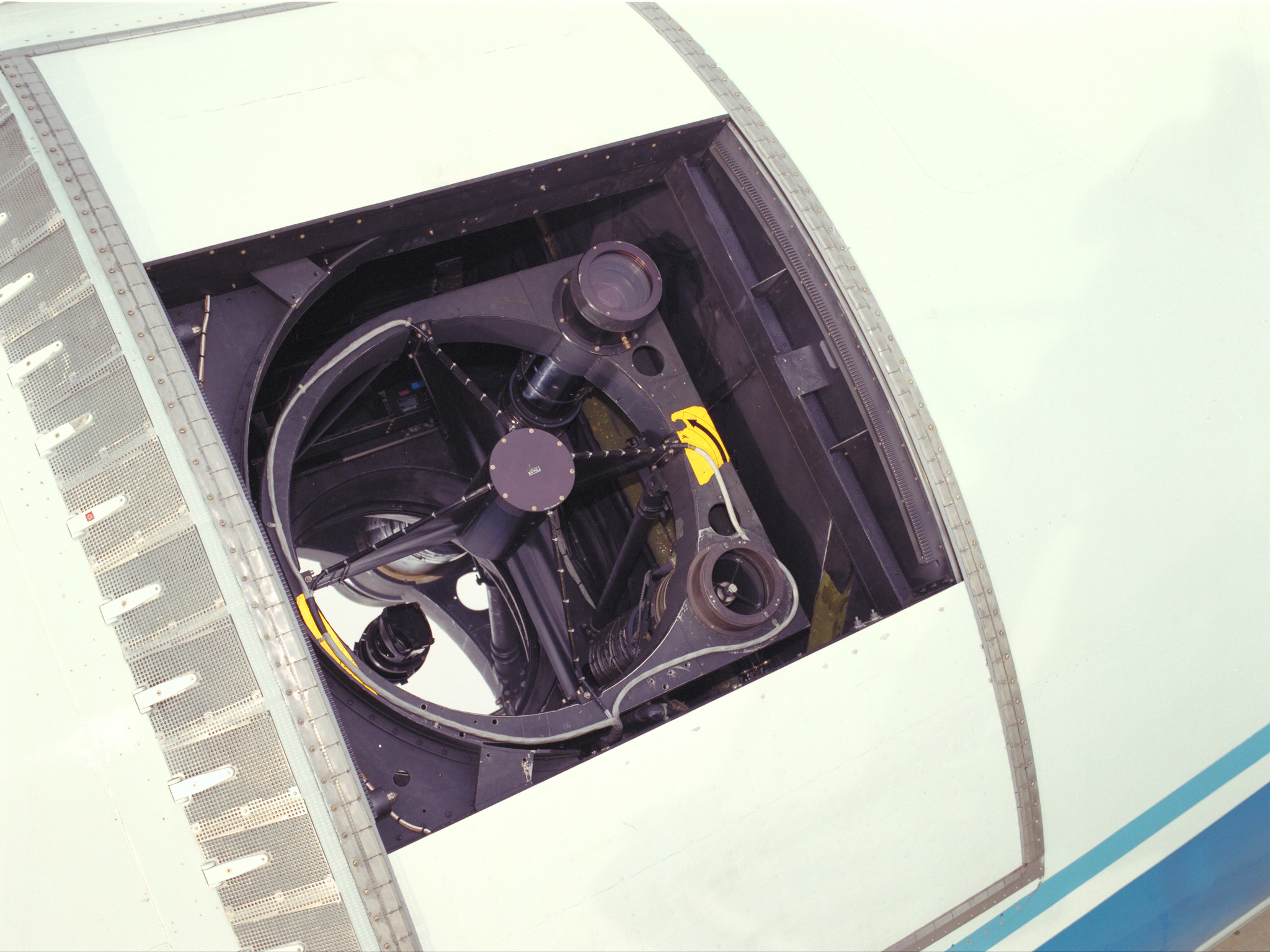
De telescoop

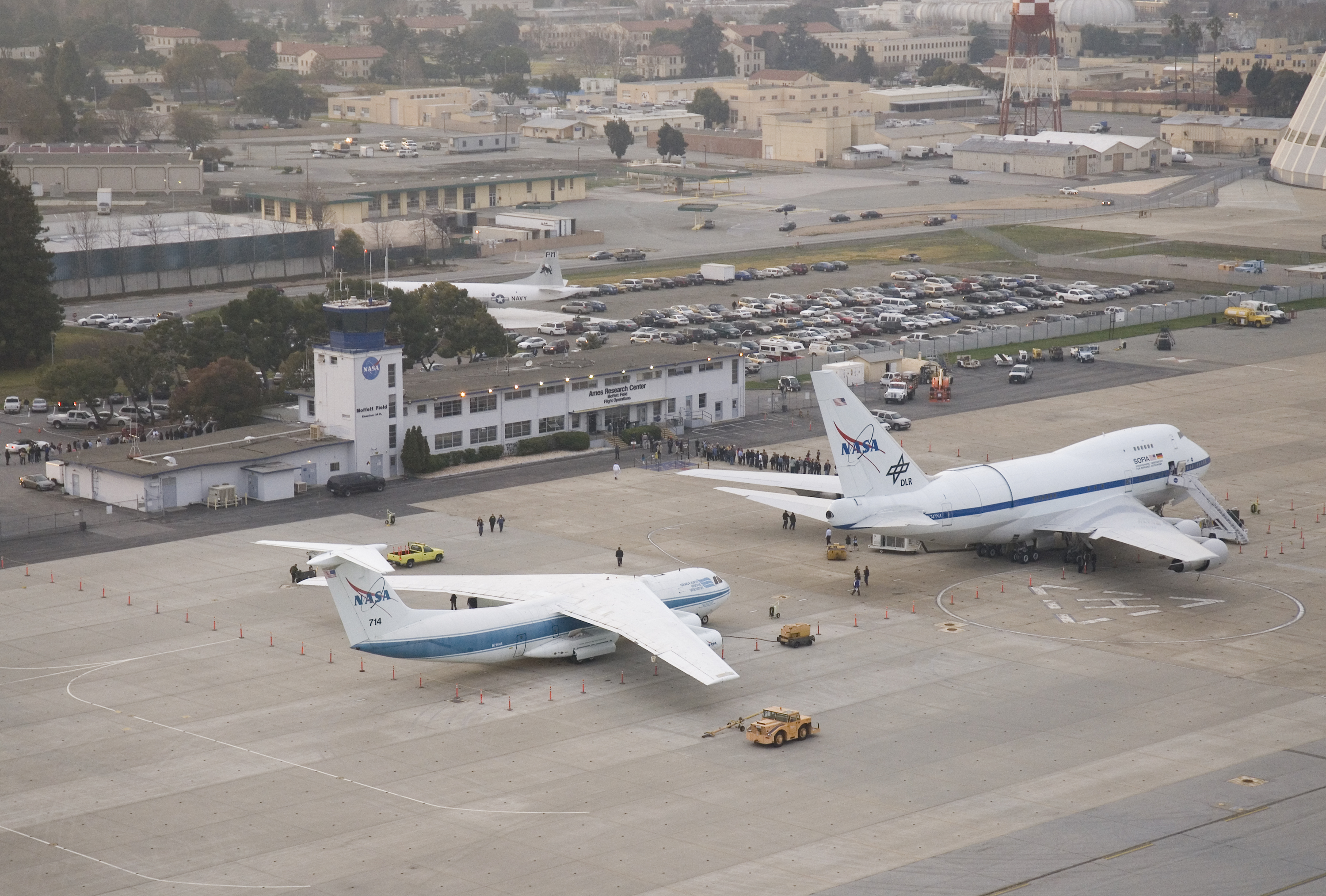
KAO en SOFIA, Ames Research Center 2008

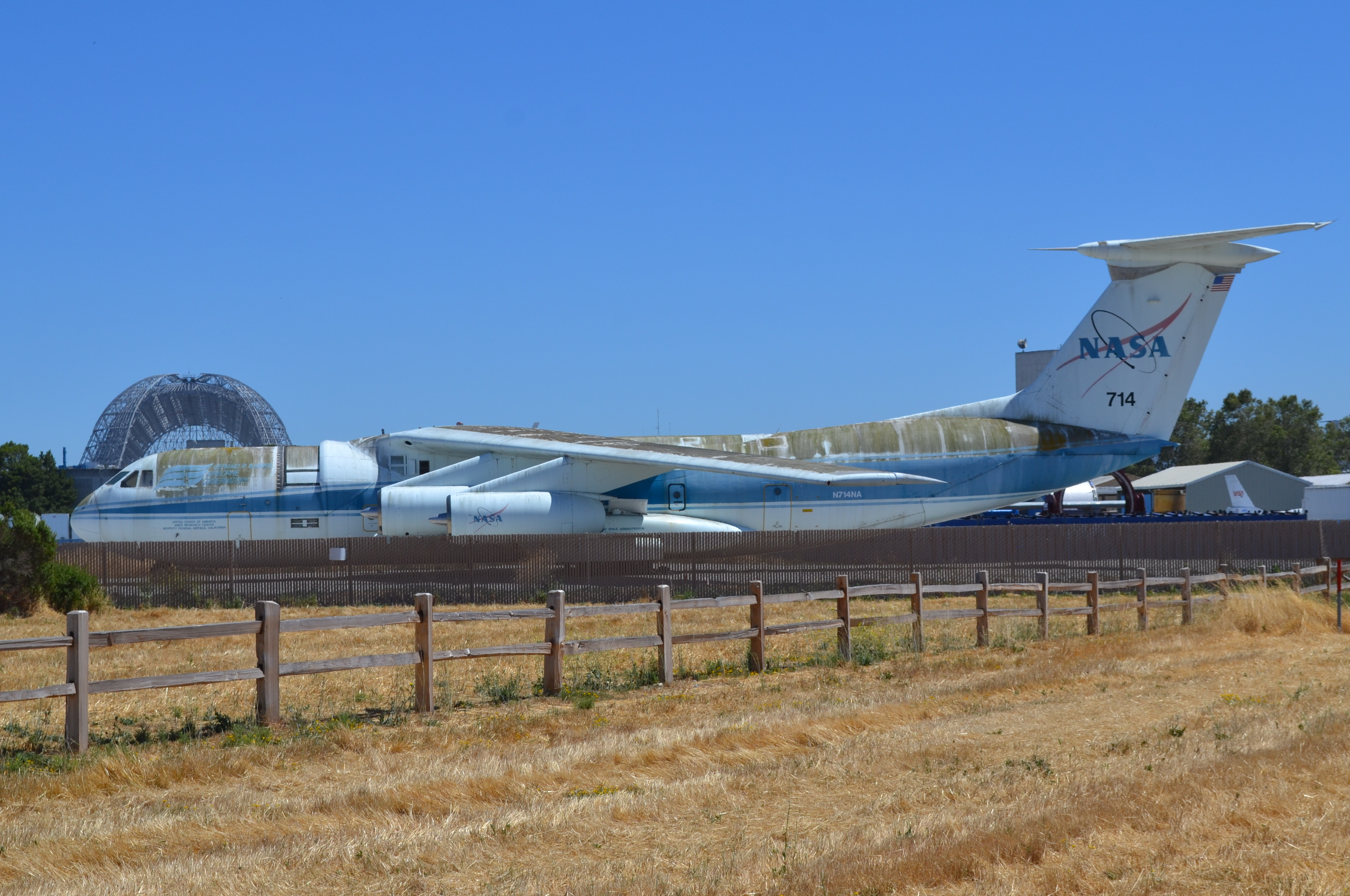
Kuiper Airborne Observatory in 2016

Het Gerard P. Kuiper Airborne Observatory (KAO) was een telescoop die bedreven werd door NASA voor onderzoek in de infraroodastronomie. De telescoop was vernoemd naar de Nederlands-Amerikaanse astronoom Gerard Kuiper en was gemonteerd in een gemodificeerd Lockheed C-141A Starlifter transporttoestel (registratie: N714NA), waarmee wetenschappelijk onderzoek kon worden gedaan tot een hoogte van 14 km.

## Vliegtuig
Het KAO was gestationeerd op het Ames Research Center, NAS Moffett Field, bij Sunnyvale in Californië. Voor de aanpassing tot een vliegend observatorium had het toestel gediend als demonstratietoestel voor een potentiële civiele versie van de C-141. De eerste vluchten werden gemaakt in 1974 als vervanger van een eerder vliegtuig, het Galileo Observatory, een aangepaste Convair 990 Coronado (N711NA) dat in 1973 verloren was gegaan na een botsing met een Lockheed P-3C Orion van de U.S. Navy. Het KAO werd officieel in gebruik genomen op 21 mei 1975.
Het KAO heeft 1417 vluchten gemaakt, meestal op een hoogte tussen 12,5 en 14 km. De actieradius was 11.000 km en de maximale duur van een vlucht was 7,5 uur. De meeste vluchten werden gemaakt vanuit Moffett Field, maar er werd ook gevlogen vanuit Nieuw-Zeeland, Australië, Amerikaans-Samoa, Panama, Japan, Guam, Brazilië, Ecuador, Chili, Houston, en Hawaï.

## Telescoop
De telescoop van het KAO was een klassieke Cassegraintelescoop met een diameter van 91,5 cm, ontworpen voor metingen in het golflengtegebied tussen 1 en 500 μm. Door de hoogte waarop gevlogen werd, konden waarnemingen gedaan worden zonder te worden gehinderd door de waterdamp in de aardatmosfeer, die de infraroodstraling absorbeert voordat deze telescopen op aarde zou bereiken. Ook kon naar bijna elke punt op aarde worden gevlogen om waarnemingen te doen.

## Ontdekkingen
Met het KAO zijn in 1977 de ringen van Uranus ontdekt. In 1988 werd een atmosfeer ontdekt op Pluto. 
Het KAO werd gebruikt om de oorsprong en verdeling van water en organische verbindingen te onderzoeken in stervormingsgebieden en in het interstellaire medium. Ook werden stofschijven onderzocht rond bepaalde sterren die zouden kunnen wijzen op de vorming van planetenstelsels rond die sterren. 
In 1995 werden infrarode spectra verkregen van de planeet Mercurius. Er werd geen kwarts of olivijn in de rotsen op het oppervlak van Mercurius gedetecteerd. Met het KAO werd de infraroodemissie van het Galactisch centrum onderzocht evenals de kernen van andere sterrenstelsels.
Ook werd door het KAO de vorming van zware elementen zoals ijzer, nikkel en kobalt in de supernova SN 1987A bestudeerd.
Waarnemingen met het KAO zijn gestopt in 1995 en het toestel was daarna nog voor enige tijd opgesteld op Moffett Field. In 2018 stond het vliegtuig te koop, maar het werd niet verkocht. Het KAO is in 2010 vervangen door een grotere telescoop in een Boeing 747, het Stratospheric Observatory for Infrared Astronomy (SOFIA).